# 不忘初心
《不忘初心》是一首歌颂中国共产党和中共中央总书记习近平的歌曲，由朱海作词，舒楠作曲，韩磊与谭维维演唱。在春节联欢晚会和人民大会堂等场合都有演唱。“不忘初心”一词，目前已知最早出自唐代诗人白居易的《画弥勒上生帧记》：“所以表不忘初心，而必果本愿也。”意思是说时时不忘记最初的发心，最终一定能实现其本来的愿望，后被以习近平同志为核心的党中央用作政治宣传口号，激励共产党人饮水思源、继往开来。
2013年2月，台湾政治、宗教人物释星云曾将自己的文集《迷悟之间》系列赠与习近平；同年年底，星云又将自己的口述史《百年佛缘》系列送给习近平。“不忘初心”一词在星云的文章中多次出现，这两套书也不例外。2014年2月，习近平曾在会见星云时特别表示：“大師送我的書，我全都讀完了”。